# Спортінвест (футбольний клуб)
Футбольний клуб «Спортінвест» — колишній український футбольний клуб, з міста Кривого Рогу Дніпропетровської області.
У змаганнях другої ліги чемпіонату України провів кінцівку сезону 1994/1995 під назвою «Сіріус» (Кривий Ріг) і повноцінний 1995/96. Після його завершення клуб поступився своїм місцем команді «Нива» (Бершадь).

## Історія
Команда виступала лише в першостях і кубках Дніпропетровської області.
Лише в сезоні 1994/95 дебютувала у четвертій зоні аматорської ліги, де зайняла перше місце.
4 червня 1995 року аматорський клуб об'єднався з професіональним клубом «Сіріус» (Кривий Ріг), який поступився своїм місцем у другій лізі і віддав своїх футболістів. Завдяки таким змінам, в сезоні 1995/96 «Спортінвест» дебютував у другій лізі в групі Б, де знявся зі змагань після першого кола і зайняв 17 місце. Своїм місцем у лізі клуб поступився команді «Нива» (Бершадь) і припинив своє існування.
Головні тренери:
- З 4 червня по 3 липня 1995 року — Устинов Юрій Степанович («Сіріус»);
- З липня до кінця 1995 року — Брухтій Володимир Петрович.

## Статистика
Всі сезони в незалежній Україні:
| Сезон                              | Чемпіонат | Чемпіонат | Чемпіонат | Чемпіонат | Чемпіонат | Чемпіонат | Чемпіонат | Чемпіонат | Кубок        | Кубок | Кубок | Кубок | Кубок | Кубок | Кубок | Примітка                   |
| Сезон                              | Ліга      | Місце     | І         | В         | Н         | П         | М         | О         | Етап         | І     | В     | Н     | П     | М     | О     | Примітка                   |
| ---------------------------------- | --------- | --------- | --------- | --------- | --------- | --------- | --------- | --------- | ------------ | ----- | ----- | ----- | ----- | ----- | ----- | -------------------------- |
| 1994/95                            | Друга     | 16 з 22   | 42        | 13        | 6         | 23        | 40−57     | 45        | 1/128 фіналу | 1     | 0     | 1     | 0     | 1−1   | 1     |                            |
| в тому числі «Сіріус» (Жовті Води) |           |           | 34        | 12        | 4         | 18        | 34-44     | 40        | 1/128        | 1     | 0     | 1     | 0     | 1-1   | 1     |                            |
| в тому числі «Сіріус» (Кривий Ріг) |           |           | 8         | 1         | 2         | 5         | 6-13      | 5         | —            | 0     | 0     | 0     | 0     | 0     | 0     | перша гра — 4 червня 1995  |
| 1995/96                            | Друга     | 17 з 21   | 38        | 6         | 2         | 30        | 20-33     | 20        | 1/128 фіналу | 1     | 0     | 0     | 1     | 0−1   | 0     | «Спортінвест» (Кривий Ріг) |
| Всього                             | Друга     |           | 46        | 7         | 4         | 35        | 26-46     | 25        |              | 1     | 0     | 0     | 0     | 0-1   | 0     |                            |